# Спегаццини, Карло Луиджи
Карло Луиджи Спегаццини, или Карлос Луис Спегаццини (итал. Carlo Luigi Spegazzini или итал. Carlos Luis Spegazzini, 20 апреля 1858 — 1 июля 1926) — итало-аргентинский ботаник и миколог.

## Биография
Карло Луиджи Спегаццини родился в Байро 20 апреля 1858 года.
Он изучал виноградарство и энологию в Италии в школе виноградарства и энологии в Конельяно. В 1879 году Карло Луиджи Спегаццини переехал в Южную Америку, где он изучал грибы и суккулентные растения в Бразилии, Патагонии и Ла-Плате. Спегаццини внёс значительный вклад в ботанику, описав множество видов растений.
Карло Луиджи Спегаццини умер в городе Ла-Плата 1 июля 1926 года.

## Научная деятельность
Карло Луиджи Спегаццини специализировался на окаменелостях, водорослях, семенных растениях и на микологии.

## Публикации
Карло Луиджи Спегаццини является автором следующих публикаций:
- Fungi Patagonici. Spegazzini, Cárlos, Publication info: Buenos Aires, P. E. Coni, 1887. Contributed by: New York Botanical Garden.
- Plantae novae v. criticae Reipublicae Argentinae. [Decas III]. Spegazzini, Cárlos, Publication info: La Plata, Solá, Sesé y Cia. 1897. Contributed by: New York Botanical Garden.
- Stipeae Platenses / auctore Carolo Spegazzini. Spegazzini, Cárlos, Publication info: Montevideo: Establecimiento tipo-litográfico Oriental, 1901. Contributed by: New York Botanical Garden.
- Flora de la Provincia de Buenos Aires. [Tomo 1]. Spegazzini, Cárlos, Publication info: Buenos Aires: M. Biedma è Hijo, 1905. Contributed by: New York Botanical Garden.
- Contribución al estudio de la flora del Tandil, por C. Spegazzini. Spegazzini, Cárlos, Publication info: La Plata, 1901. Contributed by: New York Botanical Garden.
- Fungi Fuegiani. Spegazzini, Cárlos, Publication info: Buenos Aires. P.E. Coni, 1887. Contributed by: New York Botanical Garden.
- Fungi Puiggariani. Spegazzini, Cárlos, — Puiggari, Juan Ignacio, Publication info: Buenos Aires, Impr. de P.E. Coni, 1889. Contributed by: New York Botanical Garden.